# Shonisaure
El shonisaure (Shonisaurus) és un gènere representat per dues espècies d'ictiosaures que van viure en el Triàsic superior, al territori que actualment és Estats Units.

## Descripció
S. sikanniensis va poder haver mesurat fins a 21 metres, en canvi el S. popularis, més petit mesurava solament 15 m. Ambdues espècies són més grans que Tyrannosaurus.